# Ismail Suko
Ismail Suko (15 tháng 6 năm 1932 – 16 tháng 5 năm 2011) là một chính trị gia và công chức người Indonesia. Ông từng là đại biểu Hội đồng Đại diện Nhân dân từ năm 1987 đến năm 1992, trước đó ông phục vụ trong nghị viện tỉnh và công vụ ở Riau. Ông được bầu làm thống đốc thông qua bỏ phiếu tại nghị viện năm 1985,  nhưng sau đó buộc phải từ chức để hợp lí hóa ứng cử viên Imam Munandar do chính quyền bầu chọn.

## Thời niên thiếu và học vấn
Suko sinh ngày 15 tháng 6 năm 1932 tại ấp Muaranikum, thuộc Pasir Pengaraian, ngày nay là huyện Rokan Hulu. Ông hoàn thành chương trình trung học vào năm 1955 và sau đó đạt bằng kỹ sư kinh tế và bằng cử nhân hành chính công.

## Sự nghiệp
Suko bắt đầu sự nghiệp trong chính phủ vào năm 1956, với tư cách là nhân viên của Bộ Kế hoạch và Đầu tư tại Jakarta. Năm 1961, Suko chuyển công tác sang văn phòng Thủ tướng. Ông sau đó trở thành công chức cấp cao trong Bộ Quốc vụ khanh, đến năm 1968 ông được bổ nhiệm làm bí thư khu vực tỉnh Riau. Khi nhiệm kỳ này kết thúc vào năm 1975, ông được bổ nhiệm làm bí thư của Hội đồng Đại diện Nhân dân Khu vực Riau.

### Bầu cử năm 1985
Năm 1985, thống đốc đương nhiệm Imam Munandar tái tranh cử. Chính quyền trung ương ở Jakarta đã chấp thuận ứng cử của ông, bất chấp sự phản đối từ các nhà chính trị Riau vì họ không hài lòng với tính cách của ông. Họ đã gửi thư đến Tổng thống Suharto đề nghị Munandar không nên tranh cử cho nhiệm kỳ thứ hai, nhưng Suharto đã từ chối thẳng thừng yêu cầu này. Các nhà chính trị địa phương sau đó đã tự thống nhất không bỏ phiếu cho Munandar, thay vào đó họ sẽ bỏ phiếu cho Suko. Trong những tuyên bố công khai sau này, Suko khẳng định ông không hề hay biết về kế hoạch trên. Tuy nhiên, những người thực hiện âm mưu lại cho rằng Suko đã được thông báo về kế hoạch và ông sẵn sàng chấp nhận những rủi ro tiềm ẩn.
Ngày 2 tháng 9 năm 1985 – ngày bỏ phiếu, Munandar đã bị Suko đánh bại khi Suko giành được 19/37 phiếu bầu. Nhận thức được các mối đe dọa đến an toàn của bản thân và lo ngại bị trả thù từ chính quyền trung ương, Suko rời Pekanbaru đến Jakarta vào ngày hôm sau, và cuối cùng đã bị gây áp lực để từ bỏ ứng cử vào ngày 10 tháng 9.  Munandar tuyên thệ nhậm chức nhiệm kỳ thứ hai vào ngày 3 tháng 10 năm 1985. Sau những sự kiện này, Suko đã an lòng đi hành hương hajj và sau đó được đảng Golkar bồi thường bằng cách bổ nhiệm ông làm đại biểu của Hội đồng Đại diện Nhân dân vào năm 1987.

## Đời tư
Suko kết hôn với bà Roslaini binti Jadin (mất năm 2021), đến năm 1992 cả hai đã có bốn người con. Người con gái cả là Septina Primawati, kết hôn với Rusli Zainal, sau này là thống đốc Riau.
Ông qua đời ngày 16 tháng 6 năm 2011 do lâm bệnh tại Bệnh viện Mahkota ở thành phố Malacca, Malaysia. Sau lễ tang công cộng ngắn ngủi với sự viếng thăm của hàng nghìn cư dân Riau, thi hài Suko được an táng vào ngày hôm sau tại một nghĩa trang công cộng ở Pekanbaru.